# Rub a líc (divadelní hra)
Rub a líc je optimistická komedie a prologu a devatenácti obrazech je 24. divadelní hra autorů Jana Wericha a Jiřího Voskovce s hudbou Jaroslav Ježka v Osvobozeném divadle. Premiéra této hry byla  18. prosince 1936 v režii Jindřicha Honzla a dočkala se 179 repríz. Balet Saša Machov, výprava F. Zelenka a V+W s oponou J. Šímy a mapou Evropy Adolfa Hoffmeistra.

## Historie
Po zdařilé adaptaci Nebe na zemi přichází silná vlastní hra V+W, plně odrážející vzrušenou dobu kolem nich. Námět byl natolik vděčný, že jej převzali později i do filmu Svět patří nám. Optimistická komedie o prologu a 19 obrazech. Silně sociální drama, reagující na nástup Hitlera, hnědých košil SS, stávkám a marném boji proti germanizaci Česka.
O vzniku této hry napsal Jan Werich: 
„Líc a rub fašismu: jeho mystická hysterie krutě velkolepých frází a jeho chladně vypočítané metody bezohledného gangsterství, jeho sociální nátěr a kapitalistická podstata. Líc a rub boje o pokrok: učenci, myslitelé a básníci, kteří jdou ruku v ruce s nuzáky proti diktátorům, jimž nezbylo než se spojit s nájemnými vrahy.
Takový je asi smysl titulu této hry. Kolem této náplně jsme vystavěli příběh, z něhož není celkem nic vymyšleno. Všechny jeho epizody najdete každého jitra ve skutečnosti, prolistujete-li kterékoliv noviny. Počínaje denní zprávou o muži, jenž po úrazu ztratil paměť, přes atentáty na majitele černých vysílaček, přes pařížské stávky a neslýchané kariéry diktátorských propagandistů až po gangsterské skladiště zbraní a po ozbrojené pochody občanských organizací na hlavní město. I zdánlivě paradoxní okolnost, že socialistické dělnictvo brání národní vládu proti násilnému převratu lidí, kteří se nazývají nacionalisty, nám byla poskytnuta dnešní skutečností.
Pokusili jsme se jen tento reálný materiál přetvořit ve skutečnost divadelní a přenést jej do rámce perspektivy scény. Právě tak, jako uvidíte na jevišti skutečné, reálné předměty, sestavené v umělých kompozicích na okraj jakéhosi mlhavého velkoměsta, chtěli bychom, abyste poznali reálné motivy současného života, zavěšené do autonomního ovzduší divadelní pravdy.
Titul Rub a líc jsme se konečně snažili uplatnit i v tónu textu: rozlišili jsme úmyslně dvě rovnoběžná pásma. Na jedné straně dramatický, jakoby filmový příběh a naproti tomu komickou epizodu fantazie divadelnější, jež nejprve probíhá na okraji celé historie, aby teprve později se s ní propletla.“

## Osoby a premiérové obsazení
| Pan Prolog                           | R. Ford       |
| Josef Klokan                         | V. Vejražka   |
| Dexler                               | B. Záhorský   |
| Markéta, děvče se sametovým hlasem   | J. Švabíková  |
| Ředitel Hart                         | J. Plachta    |
| Profesor Alex                        | F. Filipovský |
| Paní Noelová                         | L. Molnárová  |
| Hlídač Bidon, zvaný Boudař           | F. Černý      |
| Micka, pouliční holka                | E. Adamová    |
| Pepík Holister                       | M. Svoboda    |
| Lékař                                | A. Mirský     |
| Strážník                             | B. Prček      |
| První nezaměstnaný                   | J. Císař      |
| Druhý nezaměstnaný                   | F. Polánecký  |
| První dělník                         | V. Šlajs      |
| Druhý dělník                         | K. Kisler     |
| Student                              | J. Holdan     |
| Dívka                                | J. Černá      |
| Bezhlavý šermíř                      | S. Machov     |
| Krev, konkurent na nakloněné rovině  | J. Voskovec   |
| Mlíko, konkurent na nakloněné rovině | J. Werich     |

## Děj
Hned v první scéně vidíme Voskovce a Wericha, což je velmi netypické pro hry OD. Protagonisté zasahovali většinou do děje až po patřičné expozici, až byl vybudován příběh, do kterého většinou nevědomky zasáhli.
Bohatí Krev a Mlíko se srazí se svými vozy na silnici, kde najdou v příkopě zraněného Klokana v bezvědomí. Dopraví ho do nemocnice, kde ho ošetří. Podstoupí i plastiku obličeje. Trpí ovšem amnesií, tak si nic nepamatuje se své minulosti, ani jak se jmenuje, a rozhodne se (na základě jediné vzpomínky, co mu utkvěla v hlavě), že se bude jmenovat Josef Klokan. Politický manipulátor Drexler chce získat populárního Klokana po svou kampaň, ale nepochodí. Při hledání práce se seznámí s hlasatelkou z rádia, která mu poradí, kde práci sehnat. V továrně u Noela se stane dělnickým předákem, organizuje stávky a bojuje proti Kazimírovi (Hitler), a jeho pruhovaným košilím, kteří ovládají celý národ. Krev a Mlíko náhodou objeví skladiště granátů v Noelově továrně, které ale považují za konzervy. Mezi tím Klokan zjistí, že je vlastně ztraceným synem paní továrníkové, ale nespojí se s ní, osud dělníků mu leží na srdci a dohodnou se, že i nadále jeho totožnost zůstane utajená. Kazimír svolává pruhované košile do města na celostátní demonstraci, a k tomu shromažďuje zbraně. Hladoví Krev a Mlíko si vzpomenou na konzervy a vrátí se do skladiště jen aby pochopili, že to jsou zbraně a granáty pro Kazimíra a jeho lidi. Ředitel továrny, který se dal na stranu dělníků přemluví hlasatelku v radiu, aby odvysílala svolání všech dělníků do hlavního města, zatkli Kazimíra a odzbrojili pruhované košile. Hra poplatná roku 1937 pochopitelně končí šťastně vítězstvím pracujícího lidu a milostným happy endem mezi Klokanem a hlasatelkou Markétou. 

## Hudba ze hry
Ve hře zazněly písně O Španělsku si zpívám, Rub a líc, Svět patří nám, Strejček hlad, Evropa jaká je…, Pra-pra-prabába mé prabáby.

### Nahrávky
Některé písně a orchestrální skladby byly v říjnu a listopadu 1936 zaznamenány na gramofonové desky firmy Ultraphon:
1. Rub a líc, Jaroslav Ježek / Voskovec a Werich, zpívají V+W, dirigent Jaroslav Ježek
2. Rubbish Heap Blues, Jaroslav Ježek, orchestrální skladba, dirigent Jaroslav Ježek
3. Pra-pra-prabába mé prabáby, Jaroslav Ježek / Voskovec a Werich, zpívají V+W, dirigent Jaroslav Ježek
4. Svět patří nám, Jaroslav Ježek / Voskovec a Werich, zpívají V+W, dirigent Jaroslav Ježek
5. Swing Coctail, Jaroslav Ježek, orchestrální skladba, dirigent Jaroslav Ježek
6. Strejček hlad, Jaroslav Ježek / Voskovec a Werich, dirigent Jaroslav Ježek
7. City Lights, Jaroslav Ježek, orchestrální skladba, dirigent Jaroslav Ježek.[1]